# Irina Kiritchenko
Irina Ivanovna Kiritchenko (Ирина Ивановна Кириченко), née le 13 juin 1937 à Vorochilovgrad (RSS d'Ukraine) alors en Union soviétique et morte le 11 mars 2020, est une coureuse cycliste soviétique qui a été championne du monde de vitesse sur piste.

## Biographie

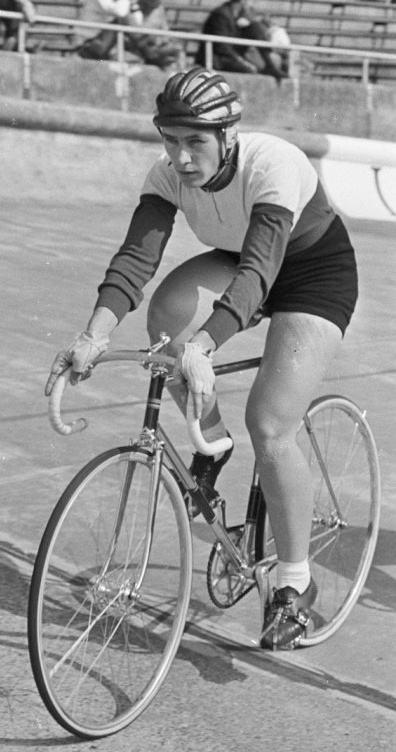
Irina Kiritchenko en 1967.

Championne du monde de vitesse, championne d'URSS, tant en vitesse, que dans l'épreuve du 500 Mètres. En 1964, elle obtient son premier titre au vélodrome du Parc des Princes, après une lutte acharnée avec Galina Ermolaeva, qui vaut au sprint soviétique une photo du podium et un commentaire élogieux du commentateur Robert Descamps, dans le magazine cycliste français Miroir du cyclisme. Il est vrai qu'une sprinteuse française, Gisèle Caille, occupait la troisième marche du dit podium. Mais voici le commentaire de la finale « dames », qui a lieu le 11 septembre, en après-midi dans un vélodrome plein et euphorisé par les exploits prometteurs des deux sprinters masculins, Pierre Trentin et Daniel Morelon.
« Pour rester dans le domaine du sprint (Antonio Maspes vient de remporter son 7e titre en vitesse professionnelle), il convient de parler de la lutte pour le titre féminin des deux soviétiques Galina Ermolaeva et Irina Kiritchenko. La seconde, prenant sa revanche sur l'an passé, l'emporta. La deuxième manche fut épique, qui vit les deux blondes soviétiques se « frotter » jusque sur la ligne. La réconciliation ne se fit pas rapidement ensuite (...) ».
Ainsi les lignes des palmarès des championnats du monde de vitesse, parfois à 100 % soviétiques, n'ont rien de victoires routinières entre coéquipières.
Après sa carrière de coureuse, elle devient entraineuse de cyclisme au club Dinamo.

## Palmarès

### aux championnats soviétiques
- en Vitesse :  Championne d'URSS en 1964, 1966, 1967
- sur 500 mètres :  Championne d'URSS en 1961, 1962, 1963, 1964, 1966, 1967.

### aux championnats du monde
- Championne du monde de vitesse sur piste en 1964 et 1966.
- médaillée d'argent au championnat du monde de vitesse sur piste en 1962, 1963, 1967, 1968.
- médaillé de bronze au championnat du monde de vitesse sur piste en 1969.

## Liens  externes
- Irina Kiritchenko, site Velorider.ru
- Notice « Irina Kirichenko », site du cyclisme.